# مصطفی پورمحمدی
مصطفی پورمحمدی (زادهٔ ۱ دی ۱۳۳۸) روحانی، مقام سابق امنیتی، سیاستمدار ایرانی و دبیرکل جامعه روحانیت مبارز از سال ۱۳۹۷ است.
پورمحمدی فعالیت سیاسی خود را از سال ۱۳۵۸ به‌عنوان دادستان انقلاب اسلامی آغاز کرد و تا سال ۱۳۶۵ به‌عنوان دادستان خوزستان، هرمزگان، کرمانشاه و خراسان فعالیت نمود. وی از ۱۳۶۹ تا ۱۳۷۶ رئیس اطلاعات خارجی وزارت اطلاعات و از ۱۳۷۶ تا ۱۳۷۸ قائم‌مقام وزیر اطلاعات بود. پورمحمدی به دلیل عضویت در هیئت چهار نفره موسوم به «هیئت مرگ» به عنوان نماینده وزارت اطلاعات در زندان اوین، به جنایت علیه بشریت متهم شده است. اتهام دیگر وی نقش داشتن در قتل روشنفکران و روزنامه‌نگاران منتقد حکومت ایران موسوم به قتل‌های زنجیره‌ای (اواخر دههٔ ۱۳۷۰) در مقام معاون این وزارتخانه بوده است.
او در دولت نهم از ۱۳۸۴ تا ۱۳۸۷ به‌عنوان وزیر کشور فعالیت می‌کرد و در فاصله سال‌های ۱۳۸۷ تا ۱۳۹۲ ریاست سازمان بازرسی کل کشور را برعهده داشت. وی همچنین در دولت نخست حسن روحانی از ۱۳۹۲ تا ۱۳۹۶ وزیر دادگستری بود. پورمحمدی نامزد انتخابات ریاست‌جمهوری ۱۴۰۳ بود که با کسب ۰٫۸۴٪ آرا چهارم شد.

## ابتدای زندگی و تحصیلات
او در ۱ دی ۱۳۳۸ در قم زاده شد. پدر وی اصالتاً اهل شهر رفسنجان و مادرش نوه دختری عبدالکریم حائری یزدی بود. پدرش در قم خیاط لباس روحانیون بود. عموی او عباس پورمحمدی از روحانیون مشهور رفسنجان و علی‌اصغر پورمحمدی معاون سابق سازمان صداوسیما پسرعموی اوست.
وی مقدمات و سطح عالی (فقه، اصول فقه و فلسفه) را در مدرسهٔ حقانی و دروس خارج فقه و اصول را در دهه ۱۳۶۰ نزد هاشمی شاهرودی و سید علی اصغر علم الهدی، در حوزه علمیه مشهد به پایان رساند. پورمحمدی سپس در سال ۱۳۸۰ سطح چهار فقه و حقوق اسلامی (معادل دکترا) را از حوزه علمیه قم دریافت کرد.
او مؤلف دو جلد کتاب در رابطه با حقوق سیاسی، مبانی نظری اندیشهٔ سیاسی در اسلام و مباحث سیاسی و اجتماعی است. وی مقالاتی علمی پیرامون حق، مبانی نظری حکومت دینی، نظارت، ارتداد و سیاست خارجی نگاشته است. پورمحمدی همچنین بین سال‌های ۱۳۷۹ تا ۱۳۸۴ به تدریس فلسفه سیاست در دانشگاه امام صادق مشغول بود.

## پیش از انقلاب
او در نوجوانی از افرادی بود که در اعتراضات علیه حکومت شاه فعالیت می‌کرد و به گفته خودش در چهلم کشته‌های تظاهرات ۱۹ دی قم، مسئول پخش اعلامیه‌های شهر اهواز با کمک موسوی جزایری بود.
او بهمن ۱۴۰۲ در برنامه شب «شعر و خاطره انقلاب» گفت که پس از جدی شدن انقلاب در تابستان ۵۷ و ایجاد حکومت نظامی در قم، همراه گروهی طلبه به پاکستان رفت تا از آنجا به لبنان و سوریه برود و در اردوگاه‌های فلسطینی آموزش نظامی برای مبارزه مسلحانه ببیند، که به دلیل سرعت حوادث انقلاب و مشخصا پس از تظاهرات ۱۷ شهریور، پیش از دیدن آموزش به ایران بازگشت.

## مسئولیت‌های آغازین قضایی
او خود در مصاحبه‌ای گفته است بعد از آن که علی قدوسی در سال ۱۳۵۸ دادستان کل انقلاب شد، «از تعدادی از ما [فارغ‌التحصیلان مدرسه حقانی] دعوت کرد و یک تیم ۱۵–۲۰ نفری رفتیم به دادستانی کل. حاکم شرع شدیم، دادستان شدیم و مقامات قضایی را بر عهده گرفتیم.»
وی در ۲۰ سالگی دادستان انقلاب مسجد سلیمان شده است. در دوره جنگ ایران و عراق، تا ۲۷ سالگی به عنوان دادستان انقلاب در استان‌های خوزستان، هرمزگان، کرمانشاه و خراسان فعالیت کرد و بعد از آن در سال ۱۳۶۵ دادستان نظامی دادگاه انقلاب در مناطق غرب ایران شد.
او به عنوان دادستان در بندرعباس در برخورد، دستگیری و محاکمه اعضای سازمان مجاهدین خلق، پس از تظاهرات ۳۰ خرداد ۱۳۶۰ در این شهر حضور داشت.

## وزارت اطلاعات
پورمحمدی در اوایل سال ۱۳۶۶ و با دعوت اولین وزیر اطلاعات، محمد محمدی ری‌شهری به این وزارتخانه رفت.

### عضویت در هیئت مرگ و اعدام زندانیان سیاسی در سال ۱۳۶۷
اعدام دسته‌جمعی هزاران زندانیان سیاسی در سال ۱۳۶۷، واقعه‌ای بود که طی آن به فرمان سید روح‌الله خمینی، چندین هزار نفر از زندانیان سیاسی و عقیدتی در زندان‌های نظام جمهوری اسلامی ایران در ماه‌های مرداد و شهریور ۱۳۶۷ به شکلی مخفیانه اعدام و در گورهای دسته‌جمعی دفن شدند.
در منابع گوناگونی، از مصطفی پورمحمدی (نمایندهٔ وقت وزارت اطلاعات در زندان اوین) به همراه حسین‌علی نیری (حاکم پیشین شرع)، مرتضی اشراقی (دادستان پیشین تهران) و سید ابراهیم رئیسی (معاون پیشین دادستان تهران)، به عنوان مسئولان هیئت مرگ یاد شده است.
بر اساس گزارش سازمان دیده‌بان حقوق بشر که در سال ۲۰۰۵ منتشر شد، پورمحمدی به دلیل عضویت در هیئت چهار نفرهٔ کشتار سال ۶۷ موسوم به «هیئت مرگ»، به جنایت علیه بشریت متهم شده است. (وی در آن زمان سمت معاونت وزارت اطلاعات را بر عهده داشت).
پورمحمدی در سال ۱۳۹۲، ابتدا مسئولیت مستقیمش در اعدام دسته‌جمعی هزاران زندانیان سیاسی در سال ۱۳۶۷ را تکذیب نمود و گفت: «اینکه من در دهه ۶۰ لیستی از اعدامی‌ها را نزد آیت‌الله منتظری برده‌ام و ایشان مخالفت کرده‌اند قطعاً دروغ است، من در وزارت اطلاعات یک روز پست امنیتی نداشتم… بنابراین درگیر اعدام‌ها نبودم.»
اما پس از انتشار نوار جلسه حسینعلی منتظری در ۲۴ مرداد ۶۷ با مسئولان اعدام دسته‌جمعی زندانیان سیاسی شامل حسینعلی نیری، مرتضی اشراقی، مصطفی پورمحمدی و سید ابراهیم رئیسی، علی مطهری، نایب رئیس مجلس شورای اسلامی به پورمحمدی وزیر دادگستری که در آن زمان مسئولیت قضایی داشته است، نامه‌ای نوشت و از وی خواستار توضیح گردید. پورمحمدی از این اعدام‌ها دفاع کرد و در اظهار نظر دیگری گفت: «ما افتخار می‌کنیم که دستور خدا را در رابطه با منافقین اجرا کردیم»
پس از آن و در مرداد ۱۳۹۸، مصطفی پورمحمدی در گفت‌وگویی با مثلث، بار دیگر از اعدام زندانیان سیاسی در سال ۱۳۶۷ دفاع کرد و گفت که در پرداختن به این مورد دفاع حقوقی و حقوق شهروندی موضوعیت ندارد. او در این گفت‌وگو، شرایط کشور در سال ۶۷ را «جنگی» توصیف کرد و گفت: «حالا ما به خاطر فضای روانی بدهکاریم و باید پاسخ بدهیم؟». چند روز پس از انتشار این گفت‌وگو، سازمان عفو بین‌الملل اظهارات اخیر مصطفی پورمحمدی را نشانه «مصونیت» او و دیگر مسئولان آن «کشتار جمعی» در برابر محاکمه و مجازات دانست.

### در دولت‌های هاشمی رفسنجانی

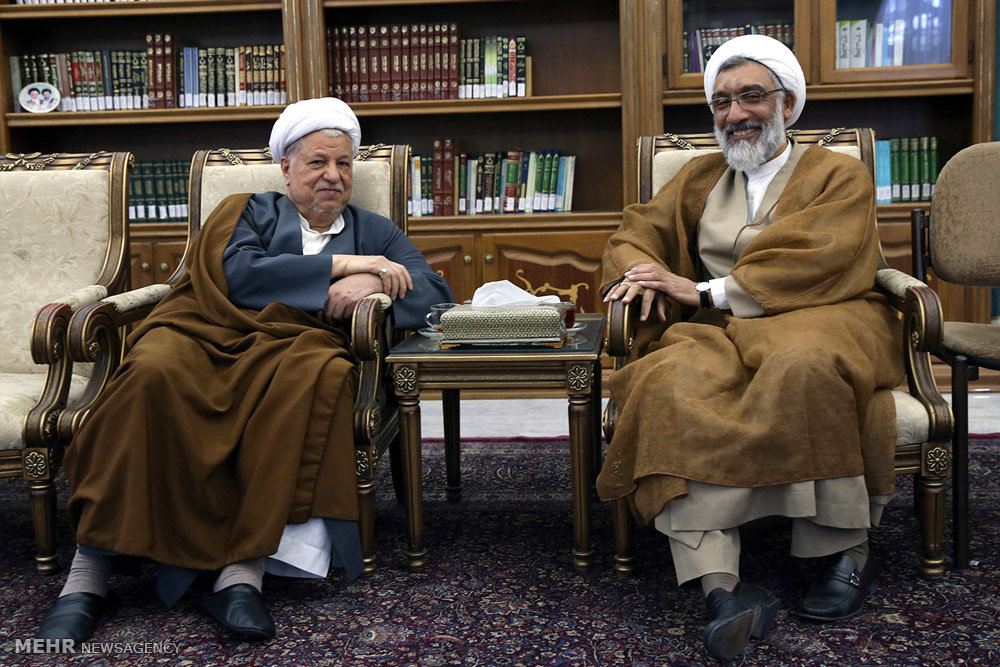
هاشمی رفسنجانی و پورمحمدی در فروردین ۱۳۹۵

پورمحمدی در دو دولت هاشمی رفسنجانی که علی فلاحیان به عنوان وزیر اطلاعات فعالیت می‌کرد، معاونت اطلاعات خارجی و ضدجاسوسی این وزارتخانه را بر عهده داشت. حوادث برون مرزی ترور میکونوس در آلمان و انفجار آمیا در آرژانتین، در دوران معاونت وی رخ داد و نام وزارت اطلاعات به عنوان یکی از متهمان اصلی مطرح شد.
نام او در این سال‌ها به تعدد در خاطرات هاشمی ذکر شده است و او بسیاری از اخبار دربارهٔ سیاست خارجی را از پورمحمدی دریافت می‌کرده. یکی از مسئولیت‌های مصطفی پورمحمدی در این دوره مذاکره با صدام حسین، رئیس‌جمهور وقت عراق بود. اکبر هاشمی رفسنجانی در خاطراتش نگاشته که در روز ۱۵ اسفند ۱۳۷۴ «آقای فلاحیان آمد و گزارش مذاکرات آقای پورمحمدی را که به عراق رفته داد. با شخص صدام ملاقات داشته و صحبت‌های صدام را مبنی بر تصمیم جدی و سیاسی عراق برای مصالحه با ایران گزارش نمود.»

### دولت خاتمی و قتل‌های زنجیره‌ای
بعد از پیروزی محمد خاتمی در انتخابات ۱۳۷۶ و روی کار آمدن دولت اصلاح‌طلب، قربانعلی دری نجف‌آبادی وزیر اطلاعات شد و آن طور که هاشمی رفسنجانی در خاطراتش نوشته، از همان ابتدا برای برکنار کردن تعدادی از مقام‌های بلندپایه وزارتخانه از جمله مصطفی پورمحمدی تحت فشار بود.
اما علی‌رغم این موضوع، او بین سال‌های ۱۳۷۶ تا ۱۳۷۸ قائم مقام وزیر اطلاعات بود. پورمحمدی که تا سال ۱۳۸۱ همچنان در این وزارتخانه مشغول به کار بود، با روی کار آمدن علی یونسی، وزیر اطلاعات جدید، از این وزارتخانه رفت. او خود دربارهٔ برکناری‌اش گفته است «آقای یونسی شرط گذاشته بود که اگر بیاید من در وزارت نباشم.»
پورمحمدی متهم شده در این دوران در قتل روشنفکران و روزنامه‌نگاران منتقد حکومت ایران موسوم به قتل‌های زنجیره‌ای ایفای نقش کرده است. او در در گزارش سازمان دیده‌بان حقوق بشر، تمام این قبیل اقدامات را فراقانونی و با برنامه‌ریزی برشمرده شده است.
مصطفی پورمحمدی در مصاحبه‌ای با مجله مثلث با بیان اینکه قتل‌های زنجیره‌ای خودسرانه نبود و در سیستم اتفاق افتاد، گفت: «معاونت امنیت، جانشین‌اش مدیر این پروژه بود که گرایش چپ داشتند، یعنی جایی نبود که پنج نفر خودسرانه آمده باشند دست به این کار زده باشند. این‌ها برای خودشان تحلیلی داشتند و فکر می‌کردند طبق آن تحلیل باید به نظام خدمت کنند و اصلاح‌طلبان را از ورطه خطرناکی که در آن خواهند افتاد، نجات بدهند.»

## وزارت کشور

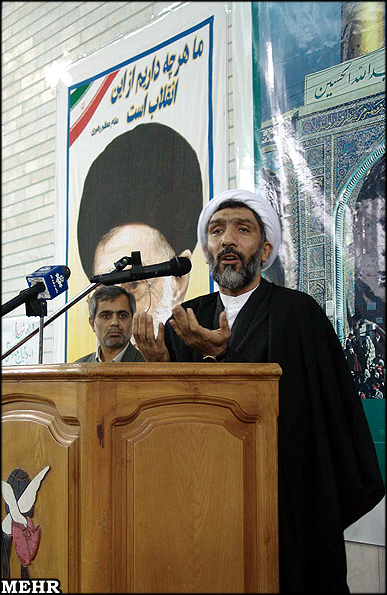
پورمحمدی در مراسم تشییع کشته‌شدگان بمب‌گذاری‌های اهواز، ۶ بهمن ۱۳۸۴

وی در تاریخ ۲۳ مرداد ۱۳۸۴ از سوی محمود احمدی‌نژاد رئیس‌جمهور وقت ایران برای تصدی وزارت کشور به مجلس شورای اسلامی معرفی و در اردیبهشت ۱۳۸۷ از این مقام برکنار شد. پورمحمدی چندین سال بعد در جریان دفاعیه خود در مجلس نهم برای تصدی وزارت دادگستری، دلیل برکناری خود را اعتراض به اختلاس‌های گسترده در دوره ریاست جمهوری احمدی‌نژاد دانست. وی همچنین در این مورد گفته که احمدی‌نژاد دو بار پیش از عزل نهایی خواستار برکناری او بوده؛ ولی با مخالفت علی خامنه‌ای روبرو شده است.

## وزارت دادگستری
وی در تاریخ ۲۴ مرداد ۱۳۹۲ از مجلس شورای اسلامی رأی اعتماد گرفت و وزیر دادگستری دولت یازدهم شد. او خود گفته است که حسن روحانی برای انتخاب او «گرفتار شده بود»، چون انتخاب اصلی رئیس‌جمهور برای وزارت دادگستری نبوده اما روحانی باید با قوه قضاییه کنار می‌آمده است.
پس از درگذشت سکینه ضیایی، مادر سید محمد خاتمی، رئیس‌جمهور اسبق ایران و با وجودی که قوهٔ قضاییه وی را ممنوع‌التصویر و خبر اعلام کرده بود، مصطفی پورمحمدی، وزیر دادگستری نیز در پیامی به سید محمد خاتمی تسلیت گفت. خبر این تسلیت ابتدا در خبرگزاری میزان وابسته به قوه قضاییه منتشر شد، اما چند ساعت بعد از روی این سایت برداشته شد. خبرگزاری میزان بعد از انتشار پیام تسلیت پورمحمدی به محمد خاتمی رئیس‌جمهوری اسبق برای درگذشت مادرش، ضمن حذف این مطلب، دبیر گروه قضایی این خبرگزاری را هم اخراج کرد.

## دیدگاه‌های سیاسی
پورمحمدی در طیف محافظه‌کاران سنتی سیاست ایران محسوب می‌شود، طیفی که اکثراً شامل اعضای جامعه روحانیت مبارز می‌باشد و به مرور به حاشیه رانده شده است. او در خرداد ۱۳۹۷ جایگرین محمدعلی موحدی کرمانی به عنوان دبیرکل جامعه روحانیت مبارز شد. پورمحمدی همچنین از مرداد ۱۴۰۲ رئیس شورای وحدت نیروهای انقلاب اسلامی است.
از او همچنین به عنوان یک اصولگرای نزدیک به جریان اعتدال نام برده می‌شود.

## سایر فعالیت‌های سیاسی

### ریاست سازمان بازرسی کل کشور

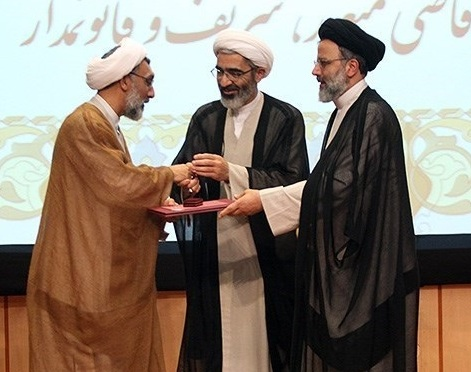
پورمحمدی و سید ابراهیم رئیسی در مراسم تودیع و معارفه رئیس سازمان بازرسی کل کشور، شهریور ۱۳۹۲

بعد از برکناری از وزارت کشور، محمود هاشمی شاهرودی، رئیس وقت قوه قضاییه او را به ریاست سازمان بازرسی کل کشور منصوب کرد. در این جایگاه اختلافات او با محمود احمدی‌نژاد به اوج رسید و به شکایت دولت از او به دلیل «ارائه آمار غیر واقعی» دربارهٔ عملکرد دولت نهم منجر شد.

### انتخابات ریاست جمهوری ۱۳۹۲
پورمحمدی در اسفند سال ۱۳۹۱ کاندیداتوری خود را برای برای انتخابات ریاست‌جمهوری سال ۱۳۹۲ اعلام نمود ولی نهایتاً در انتخابات ثبت نام نکرد. او به همراه محمدرضا باهنر، حسن ابوترابی‌فرد، منوچهر متکی و یحیی آل‌اسحاق ائتلاف موسوم به «۵ نفره» را تشکیل داده بود که قرار بود یکی از آنان نامزد انتخابات باشد. از این افراد حسن ابوترابی‌فرد و منوچهر متکی در انتخابات نام‌نویسی کردند که ابوترابی‌فرد انصراف داد و صلاحیت متکی رد شد.

### نامزدی در انتخابات مجلس خبرگان ۱۳۹۴ و ۱۴۰۲
پورمحمدی در سال ۱۳۹۴ برای انتخابات مجلس خبرگان از استان البرز کاندیدا شد که صلاحیت وی مورد تأیید شورای نگهبان قرار نگرفت.
پورمحمدی در سال ۱۴۰۲ در انتخابات مجلس خبرگان رهبری، از استان تهران نامزد شد که صلاحیت وی از سوی شورای نگهبان در ابتدا رد شد و سپس مورد تأیید قرار گرفت. او در فهرست جامعه روحانیت مبارز قرار داشت، اما نتوانست در این انتخابات پیروز شود.

## انتخابات ریاست‌جمهوری ۱۴۰۳
وی در روز دوشنبه ۱۴ خرداد ۱۴۰۳ با حضور در وزارت کشور برای انتخابات ریاست‌جمهوری دوره چهاردهم ثبت‌نام کرد و در ۲۰ خرداد صلاحیت وی توسط شورای نگهبان احراز شد. حجت‌الله ایوبی در جریان انتخابات ریاست‌جمهوری سال ۱۴۰۳ به‌عنوان رئیس ستاد انتخاباتی پورمحمدی منصوب شد. او با کسب ۲۰۶ هزار و ۳۹۷ رای و ۰٫۸٪ آرا چهارم شد.
از حواشی او می‌توان به توهین به سعید جلیلی در مورد آمادگی او در مورد انتخابات و دعوت دختر خود به برنامه میزگرد انتخاباتی خود به عنوان کارشناس اشاره کرد.

## تاریخچه انتخاباتی
| سال  | انتخابات          | آرا     | ٪    | رتبه  | نتیجه     |
| ---- | ----------------- | ------- | ---- | ----- | --------- |
| ۱۳۹۴ | مجلس خبرگان رهبری | —       | —    | —     | رد صلاحیت |
| ۱۴۰۲ | مجلس خبرگان رهبری |         |      |       | شکست      |
| ۱۴۰۳ | ریاست‌جمهوری       | ۲۰۶٫۳۹۷ | ۰٫۸۴ | چهارم | شکست      |

## مسئولیت‌ها
1. دادستان انقلاب اسلامی خوزستان، بندرعباس، کرمانشاه و مشهد (۱۳۵۸ تا ۱۳۶۵)
2. دادستان انقلاب نظامی در مناطق غرب کشور (۱۳۶۵)
3. نماینده وزارت اطلاعات در محاکمه زندانیان سیاسی
4. رئیس اطلاعات خارجی وزارت اطلاعات جمهوری اسلامی (۱۳۶۹ تا ۱۳۷۸)
5. مشاور ریاست دفتر و مدیرگروه «سیاسی-اجتماعی» دفتر رهبری (۱۳۸۱ تاکنون)
6. معاون و جانشین وزیر اطلاعات (۱۳۶۶ تا ۱۳۷۸)
7. قائم‌مقام وزیر اطلاعات (۱۳۷۸–۱۳۷۶)
8. مدیر گروه بررسی‌های استراتژیک وزارت اطلاعات (۱۳۶۸)
9. معاون و قائم‌مقام وزارت اطلاعات جمهوری اسلامی ایران (۱۳۸۱–۱۳۶۳)
10. عضو هیئت مدیره جامعه الزهرا قم (۱۳۶۶ تاکنون)
11. عضو و رئیس هیئت امناء مرکز اسناد انقلاب اسلامی (۱۳۷۵ تاکنون)
12. عضو هیئت مؤسس حوزه علمیه مسجد سلیمان
13. استاد دانشگاه امام صادق (۱۳۷۹–۱۳۸۴)
14. وزیر کشور در دولت احمدی‌نژاد (پس از دو سال و نیم کنار گذاشته شد)-(۱۳۸۷–۱۳۸۴)
15. جانشین فرمانده کل نیروهای مسلح در امور ناجا (۱۳۸۷–۱۳۸۴)
16. ریاست سازمان بازرسی کل کشور به حکم شاهرودی رئیس قوه قضائیه (۱۳۹۲–۱۳۸۷)
17. رئیس هیئت مؤسس مؤسسه آموزش عالی طلوع مهر (۱۳۹۰ تاکنون).[۵۵]
18. وزیر دادگستری در دولت روحانی (۱۳۹۲ تا ۱۳۹۶)
19. دبیرکل جامعه روحانیت مبارز (۱۳۹۷ تاکنون)
20. رئیس مرکز اسناد انقلاب اسلامی (۱۳۹۹ تاکنون)
21. رئیس شورای وحدت نیروهای انقلاب اسلامی (اکنون–۱۴۰۲)
22. نامزد شورای وحدت نیروهای انقلاب اسلامی برای ریاست‌جمهوری ۱۴۰۳
23. معاون اطلاعات خارجی و معاون ضد جاسوسی وزارت اطلاعات جمهوری اسلامی ایران (۱۳۸۱–۱۳۶۱)
24. رئیس هیئت امنای مرکز اسناد انقلاب اسلامی (اکنون–۱۳۷۵)
25. معاون وزیر اطلاعات(۲۰۲۵–۱۹۸۳)
26. معاونت اطلاعات خارجی و ضدجاسوسی وزارت اطلاعات (۲۰۲۵–۱۹۸۳).
27. چندین دوره رئیس هیئت مدیره مجمع خیرین کشور…